# Tête-à-la-Baleine Airport
Tête-à-la-Baleine Airport (franska: Aéroport de Tête-à-la-Baleine) är en flygplats i Kanada.   Den ligger i regionen Côte-Nord och provinsen Québec, i den östra delen av landet, 1 300 km öster om huvudstaden Ottawa. Tête-à-la-Baleine Airport ligger 31 meter över havet.
Terrängen runt Tête-à-la-Baleine Airport är platt. Havet är nära Tête-à-la-Baleine Airport åt sydost. Trakten runt Tête-à-la-Baleine Airport är nära nog obefolkad, med mindre än två invånare per kvadratkilometer.. Närmaste större samhälle är Tête-à-la-Baleine, 5,4 km nordost om Tête-à-la-Baleine Airport. 
Trakten runt Tête-à-la-Baleine Airport består huvudsakligen av våtmarker.